# Nowa Wieś (gmina Chrostkowo)
Nowa Wieś – wieś w Polsce położona w województwie kujawsko-pomorskim, w powiecie lipnowskim, w gminie Chrostkowo.

## Podział administracyjny
W latach 1975–1998 miejscowość należała administracyjnie do województwa włocławskiego.

## Demografia
Według Narodowego Spisu Powszechnego (III 2011 r.) wieś liczyła 273 mieszkańców. Jest trzecią co do wielkości miejscowością gminy Chrostkowo.